# Garry Kitchen's GameMaker
Garry Kitchen's GameMaker (ook wel GKGM) is een IDE om computerspellen mee te maken. Het programma werd in 1985 door Activision uitgebracht voor de Apple II-familie, de Commodore 64 en de IBM Personal Computer.
Het programma bevat zes programma's die alle met de joystick kunnen worden bestuurd: 
- Scene Maker - voor het maken van de achtergrond
- Sprite Maker - voor het maken van sprites
- Music Maker - voor het componeren van achtergrondmuziek
- Geluid Maker - voor het maken van geluidseffecten
- Editor - voor het programmeren van het eigenlijke spel

De programmeertaal van het spel lijkt op BASIC, maar dan sterk vereenvoudigd en gericht op het maken van spellen. De code voor het spel werd geschreven door het gebruik make van menu's en ingesloten macro's die kunnen worden aangepast aan de verschillende instellingen.

## Beperkingen
De spellen die gemaakt konden worden met dit programma hadden te maken met beperkingen van het programma of het platform waar het spel op moest draaien, zoals:
- Slechts acht sprites kunnen tegelijkertijd worden weergegeven op het scherm (C64 beperking)
- Elke sprite en achtergrond kan maximaal vier kleuren hebben (uit een keuze uit 16 kleuren) (C64 beperking)
- Slechts twee verschillende achtergronden kunnen worden gebruikt voor een spel (Game Maker beperking)
- Slechts 3553 bytes zijn beschikbaar voor zowel de geluiden, sprites en programmacode van het spel (Game Maker beperking)
- Toegang tot het diskettestation is onmogelijk op de C64 (Game Maker beperking)

Ondanks alle beperkingen konden er toch goede spellen gemaakt worden met het programma. Om dit te bewijzen werd een versie van Pitfall! meegeleverd met het programma.

## Ontvangst
Computer Gaming World noemde GameMaker "excellent". Compute! Gazette beschreef het programma als "een uitgebreide, compleet programma waar het relatief makkelijk mee is om een arcadespel mee te maken dat daadwerkelijk werkt.